# Sedum booleanum
Sedum booleanum es una especie de la familia de las crasuláceas, comúnmente llamadas, siemprevivas, conchitas o flor de piedra (Crassulaceae), dentro del orden Saxifragales en lo que comúnmente llamamos plantas dicotiledóneas, aunque hoy en día se agrupan dentro de Magnoliopsida. El nombre del género significa “sedentario” o “estar sentado”, esto probablemente por sus hábitos de crecimiento; la especie está dada en honor a George Boole Hinton, hijo de George S. Hinton botánico dedicado el conocimiento de la biodiversidad en México. 

## Clasificación y descripción
Planta de la familia Crassulaceae. Raíces fibrosas, tallos efectos de 5-8 cm de alto; hojas ovadas, papilosas, de 7-10 mm de largo, 3-4 mm de ancho. Inflorescencia de 5-10 flores, en cortas ramas circinadas, en compacto grupo de 1-2 cm de diámetro; sépalos glabros, de 3 mm de largo, pétalos separados hasta la base o casi así, de 3 mm de largo, rojos, estambres 5, alternando con los pétalos.

## Distribución
Endémica de México en el estado de Nuevo León, municipio de Rayones. Localidad tipo: Nuevo León: Cerro Blanco, municipio de Rayones.

## Hábitat
Se encuentra asociada a matorral xerófilo.

## Estado de conservación
No se encuentra catalogada bajo algún estatus o categoría de conservación, ya sea nacional o internacional.